# Plectris breviceps
Plectris breviceps är en skalbaggsart som beskrevs av Frey 1967. Plectris breviceps ingår i släktet Plectris och familjen Melolonthidae. Inga underarter finns listade i Catalogue of Life.